# Ariston Group
Ariston Group è una multinazionale italiana operante nel settore del comfort termico, attiva nella produzione di soluzioni per il riscaldamento di ambienti e acqua, bruciatori e componenti. Dal novembre 2021 è quotata alla Borsa di Milano sul mercato Euronext Milan.

## Storia

### La creazione
Nel 1930 Aristide Merloni fonda le Industrie Merloni nelle Marche e inizia la produzione di bilance. Nel 1960 inizia la produzione di scaldacqua elettrici e nasce il marchio Ariston. Negli anni ottanta l'azienda si inserisce nel settore del riscaldamento degli ambienti e inizia la produzione di caldaie. 

### L'espansione internazionale e le acquisizioni
L’espansione internazionale del gruppo inizia negli anni 70. 
Negli anni novanta il gruppo apre le prime filiali in Europa Orientale e in Asia. Negli stessi anni viene perfezionato l'acquisizione di Racold, società di scaldacqua in India, e inaugurato il primo stabilimento interamente di proprietà in Cina. Nel 2001 viene conclusa l'acquisizione di alcune società e marchi nel settore del riscaldamento e dei bruciatori: Chaffoteaux, Elco, Cuenod e Rendamax. Nel 2005 viene perfezionata l'acquisizione di Ecoflam, operatore nei sistemi di riscaldamento e nel 2008, quella in Svizzera di Termogamma SA specializzata nelle pompe di calore. Nel 2011 Ariston Group acquisisce le società Cipag SA e Domotec AG, operante in Svizzera nella produzione, distribuzione e manutenzione di sistemi per il riscaldamento dell'acqua.
Risalgono invece al 2013 l'acquisizione di DhE, società italiana che opera nel settore delle resistenze elettriche per applicazioni commerciali e industriali, e la costituzione di una joint venture per la produzione e la commercializzazione in Uzbekistan di sistemi di riscaldamento per uso domestico ad alta efficienza energetica. Nel 2014 il gruppo entra nel mercato sudafricano attraverso l'acquisizione di Heat Tech Geysers (attivo nel mercato domestico degli scaldacqua) e inaugura uno stabilimento in Vietnam, per la produzione di scaldacqua elettrici. Nello stesso anno acquisisce l'olandese ATAG Heating, marchio nel settore del riscaldamento. Nell'aprile 2015 Ariston Group firma l'acquisizione della danese Gastech-Energi A/S, una società nel campo del riscaldamento domestico e industriale in Danimarca, e acquisisce anche SPM, società francese di bruciatori e componenti.
A settembre 2016 Ariston Group annuncia l'acquisizione della quota maggioritaria di NTI, operante nel mercato delle caldaie idroniche a condensazione per uso domestico e commerciale in Canada e negli Stati Uniti. Nel corso del 2017 il gruppo perfeziona altre due acquisizioni, una negli Stati Uniti, dove ad agosto acquisisce HTP e l'altra in Israele in ottobre che porta nel Gruppo ATMOR. Nello stesso anno, nasce ad Agrate, in Italia, un polo di ricerca per soluzioni sul mercato globale del comfort termico. Nel gennaio 2019 l'azienda acquisisce per 120 milioni di euro la messicana Calorex, che produce e commercia scaldacqua a gas, elettrici e solari con i marchi Calorex, Cinsa e Optimus.. Nel 2021 Ariston Group firma l'accordo per l’acquisizione di Chromagen, una società israeliana attiva nella fornitura di soluzioni rinnovabili per il riscaldamento dell’acqua. Nel 2022 il gruppo annuncia l'acquisizione di CENTROTEC Climate Systems, azienda attiva nello sviluppo di pompe di calore innovative, così come nella ventilazione domestica controllata e nella ventilazione.

### La quotazione in Borsa
Nel 2021 il gruppo cambia nome e diventa Ariston Group, e a novembre dello stesso anno si quota in Borsa su Euronext Milano.

## Il Gruppo
Ariston Group è presente in 40 paesi, con circa 10 000 persone in tutto il mondo, e distribuisce i propri prodotti in 160 mercati.
Il gruppo è attivo principalmente con i marchi:
- Ariston
- Chaffoteaux
- Elco
- Wolf
- Calorex
- NTI
- HTP
- Atag
- Brink
- Chromagen
- Racold
- Ecoflam
- Thermowatt

## Dati economici
Nel 2023 il gruppo ha registrato ricavi per 3,1 miliardi di euro, con 314 milioni di EBIT Adjusted.